# Eva Riccobono
Eva Riccobono (Palermo, 7 de febrero de 1983) es una modelo, actriz, productora y presentadora de televisión italiana.

## Primeros años
Riccobono nació en Palermo (Sicilia), hija de padre italiano y madre alemana y tiene tres hermanas mayores. Riccobono empezó a trabajar como modelo en Sicilia antes de trasladarse a Milán a los 18 años, donde continuó su carrera en el mundo de la moda y apareció en dos vídeos musicales italianos. En 2002 debutó en la televisión tras ser seleccionada por Fiorello para su programa de la RAI Stasera Pago Io, por el que pasaron muchas estrellas internacionales como Joe Cocker, Lenny Kravitz y Celine Dion.

## Carrera profesional

### Modelado

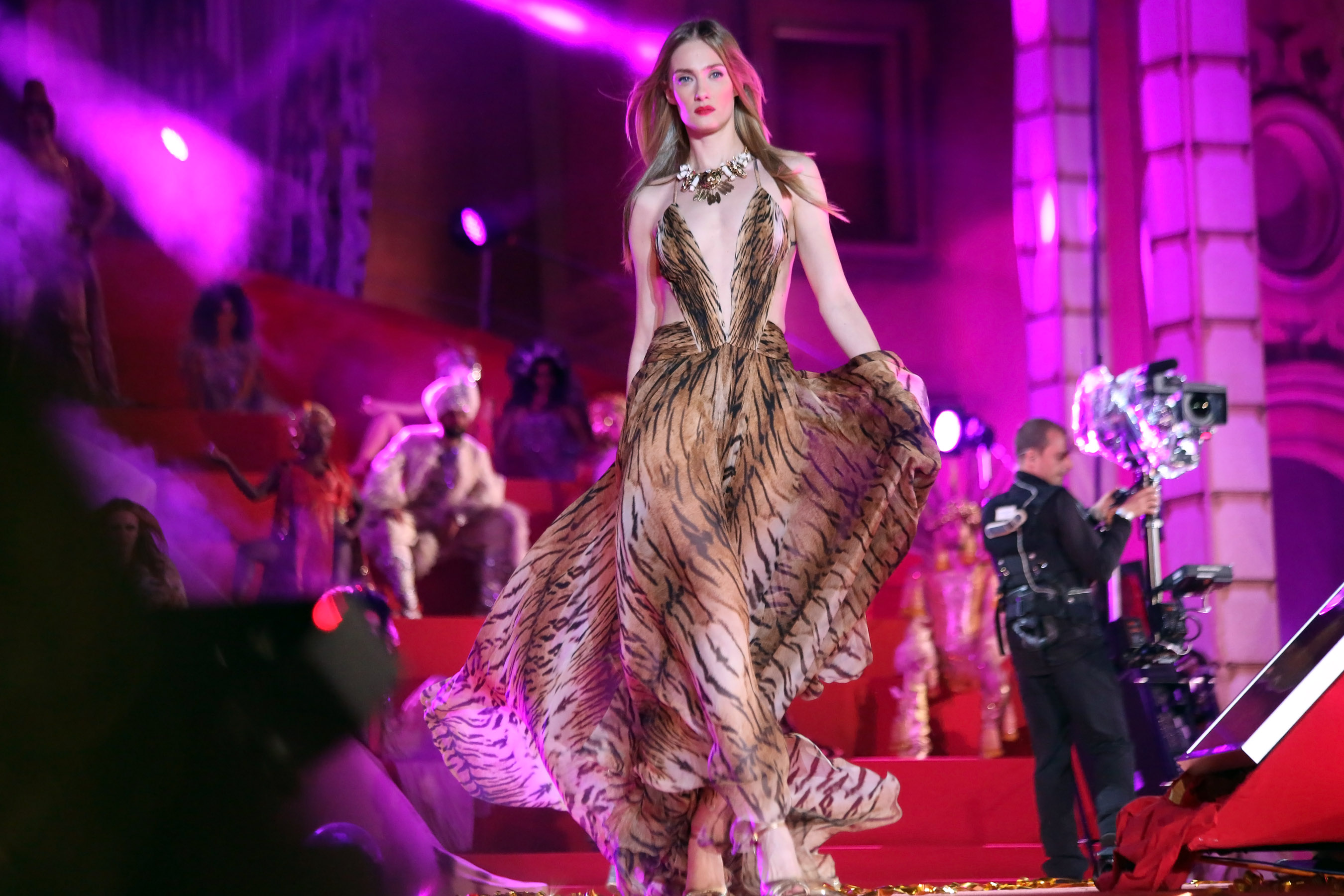
Eva Riccobono en el desfile de Cavalli en el Life Ball de 2013.

Riccobono fue fotografiada por primera vez por Marco Glaviano, que la vio en Sicilia. En 2002 entró en un contrato con Dolce & Gabbana que le dio la campaña D&G S/S 2003 fotografiada por Mario Testino junto a la supermodelo Naomi Campbell. A continuación, Bruce Weber la fotografió para el calendario Pirelli de 2003.
Desde entonces ha desfilado para diseñadores como Giorgio Armani, Chanel, Valentino SpA, Gianfranco Ferré, Emanuel Ungaro y muchos otros. Ha trabajado para fotógrafos como Miles Aldridge, David Bailey, Gilles Bensimon, Patrick Demarchelier, Arthur Elgort, Annie Leibovitz, Peter Lindbergh, Craig McDean, Paolo Roversi y Ellen von Unwerth, posando para las portadas de Elle, Vogue, Glamour y Vanity Fair en sus ediciones internacionales.
Desfiló para firmas como Oscar de la Renta, Chanel, Alexander McQueen, Lanvin, Balmain, Fendi, Alberta Ferretti, Jeremy Scott, Vivienne Westwood... Apareció en campañas de belleza de Chanel, Sonia Rykiel, L'Oreal, Gianfranco Ferré, Trussardi, Celine y La Perla, entre otras.
Riccobono posó para el Calendario Lavazza 2009, con fotografías de Annie Leibovitz. Ha sido el rostro de la campaña de Argentovivo de Marco Glaviano, y testimonial para Swarovski en 2012. También fue contratada para presentar un anuncio para el nuevo canal de Sky High Life TV, sobre el lujo y el estilo de vida.
Durante el Festival de Cannes de 2011, Riccobono desfiló para el espectáculo de recaudación de fondos Fashion for Relief, fundado por su amiga Naomi Campbell y Franca Sozzani en beneficio de las víctimas del terremoto y tsunami de Japón de 2011.

### Televisión y cine
Riccobono debutó en televisión como presentador en el programa Stasera Pago Io de 2002 junto a Fiorello. Siete años después, Fiorello la llamó para otro de sus programas, Il Più Grande Spettacolo Dopo il Weekend. Presentó en 2012 un programa de divulgación científica para Rai 2 titulado Eva.
En 2004, protagonizó el cortometraje Eva, del artista y cineasta italiano Valerio Rocco Orlando, una historia conceptual rodada en el río Hudson. Cuando era famosa como modelo, Riccobono participó en programas de televisión de la MTV, Rai 1, LA 3 y en el jurado de Miss Italia 2011.
Su primer papel en el cine llegó a los 25 años en la comedia de 2008 de Carlo Verdone Grande, Grosso e Verdone. En esta película interpreta a Blanche, la mujer soñada del protagonista.
En 2012 interpreta el papel de una prostituta tóxica en E la chiamano estate, ganadora en el Festival de Cine de Roma. Por su interpretación en Passione sinistra, de Marco Ponti, Riccobono ganó en 2013 el Ciak de Oro a la Mejor actriz de reparto y obtuvo una nominación a la Cinta de Plata. Ese mismo año participa en la película Niente può fermarci, una comedia sobre los temores juveniles por el futuro. Más tarde rodó La Vita Oscena, adaptación cinematográfica dirigida por Renato De Maria del cuento homónimo del escritor Aldo Nove.
Riccobono fue el anfitrión de las noches de inauguración y clausura de la 70.ª edición de la Mostra de Venecia, con el cineasta Bernardo Bertolucci como presidente.

## Vida personal
De 2004 a 2005, Riccobono vivió, trabajó y estudió en Nueva York. Actualmente reside entre Londres y Milán con su novio, el diseñador de sonido Matteo Ceccarini. La pareja tiene un hijo, Leo, nacido en 2014, y una hija, Livia, nacida en 2020.